# Imogen Kogge
Imogen Kogge (nacida el 8 de febrero de 1957) es una actriz de cine, televisión y teatro, y locutora de radio alemana. Apareció en más de cuarenta películas desde su debut en 1983.
Ganó como Mejor Actriz de Reparto en los Premios del cine alemán por su interpretación en Réquiem (El exorcismo de Micaela). Su reciente película es The Zone of Interest de Jonathan Glazer.

## Trayectoria
Imogen Kogge estudió actuación en la Universidad de las Artes de Berlín de 1976 a 1980. Desde 1981, Kogge ha trabajado extensamente como locutora de obras de radio para varias emisoras alemanas.
Kogge hizo su debut cinematográfico en 1983 en la serie de televisión de dos partes Die Geschwister Oppermann en un papel secundario como enfermera. En 2006, el director Hans-Christian Schmid la contrató para su drama cinematográfico Réquiem . En la película, estrenada en competición en la Berlinale de 2006, interpretó a la madre de Sandra Hüller. Nuevamente trabajó como su madre en el suspenso psicológico de Jonathan Glazer, The Zone of Interest, película basada en el Holocausto Judío.

## Filmografía selecta
| Año  | Título               | Rol                                    | Notas                                  |
| ---- | -------------------- | -------------------------------------- | -------------------------------------- |
| 1999 | Nightshapes          |                                        |                                        |
| 2002 | Polizeiruf 110       | Inspectora Johanna Herz                | Serie de televisión                    |
| 2005 | Banquete de boda     | Hannelore Walzer                       |                                        |
| 2006 | Requiem              | Marianne Klingler                      |                                        |
| 2011 | If Not Us, Who?      |                                        |                                        |
| 2012 | Russian Disco        |                                        |                                        |
| 2014 | Phoenix              |                                        |                                        |
| 2020 | Die Getriebenen      | Angela Merkel                          |                                        |
| 2023 | The Zone of Interest | Linna Hensel, la madre de Hedwig Höss. | Película nominada en los Premios Oscar |

## Premios y nominaciónes
Deutscher Filmpreis
| Año  | Categoría               | Película | Resultado |
| ---- | ----------------------- | -------- | --------- |
| 2007 | Mejor Actriz de Reparto | Requiem  | Ganadora  |